# محطة سيارات أجرة

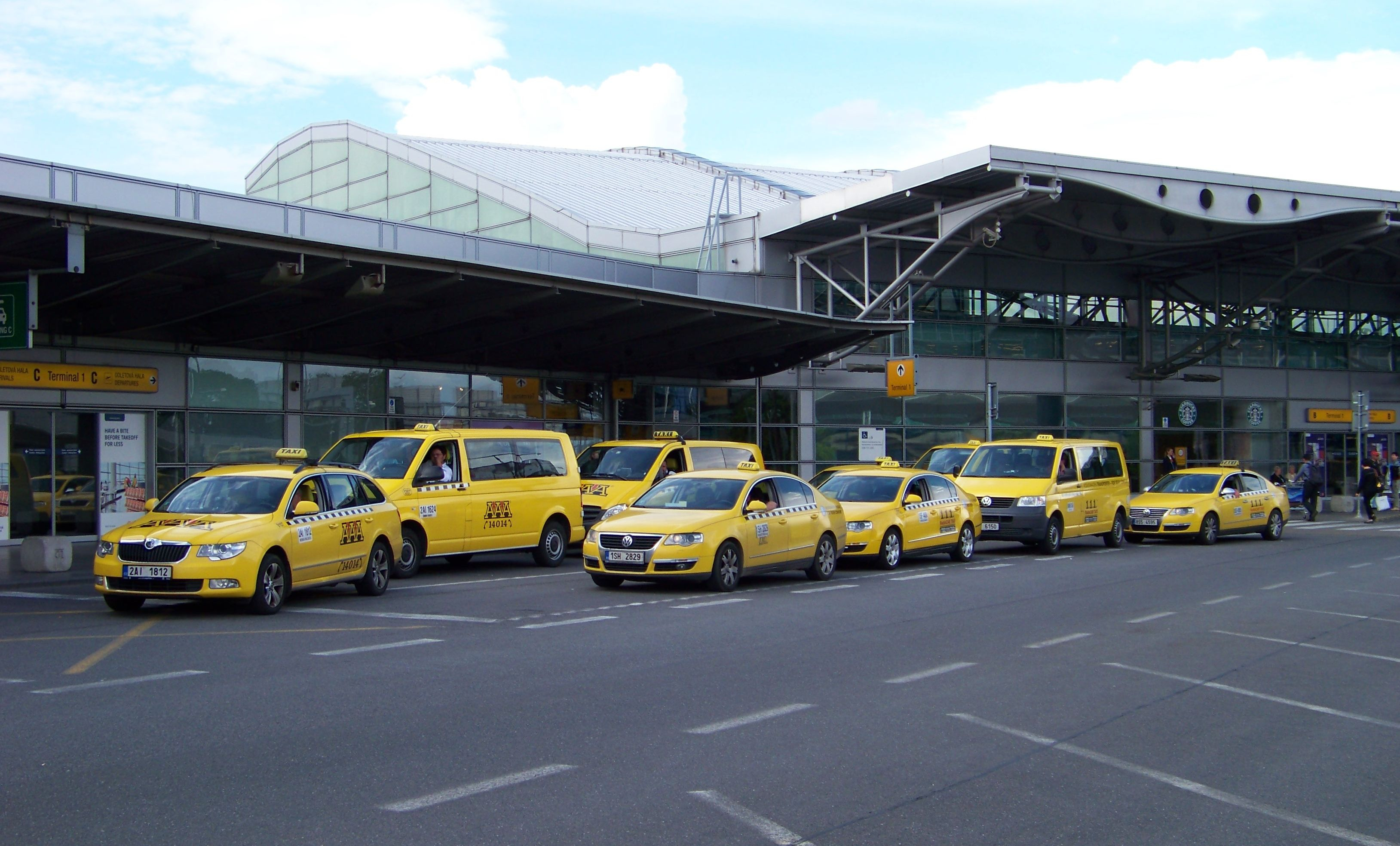
محطة سيارات الأجرة في مطار فكلاف هفيل في براغ في جمهورية التشيك

محطة سيارات الأجرة هو منطقة انتظار في شارع أو في ملكية خاصة حيث تصطف سيارات الأجرة لانتظار الركاب.